# سوزان وایز بائر
سوزان وایز بائر (انگلیسی: Susan Wise Bauer؛ زادهٔ ۱ ژانویهٔ ۱۹۶۸) نویسنده، و مورخ اهل ایالات متحده آمریکا است. مؤلف (پدیدآور)، مربی انگلیسی نویسندگی و ادبیات آمریکایی در کالج ویلیام اند مری و بنیان‌گذار Well-Trained Mind Press بود.